# Andrea Leadsomová
Andrea Jacqueline Leadsomová DBE, nepřechýleně Andrea Leadsom (* 13. května 1963 Aylesbury) je britská politička za Konzervativní stranu, od července 2019 do února 2020 byla ministryní pro obchod, energie a průmysl. Od voleb v roce 2010 je poslankyní Dolní sněmovny, od června 2017 do května 2019 byla její předsedkyní (tzv. Leader of the House of Commons) a předsedkyní Soukromé rady.
V letech 2014–2015 působila jako ekonomická tajemnice ministerstva financí a ministryně pro City. Od května 2015 do července 2016 byla ministryní pro energetiku a změny klimatu ve druhé vládě Davida Camerona.
Po referendu o členství Spojeného království v Evropské unii v roce 2016 a poté, co lídr konzervativců a premiér Spojeného království David Cameron oznámil svůj úmysl rezignovat, vybrali konzervativní poslanci zprvu dvě jeho možné nástupkyně, Theresu Mayovou a Andreu Leadsomovou. Leadsomová však dostala mnohem méně hlasů než její soupeřka a proto 11. července svoji kandidaturu stáhla. Mayová jmenovala Leadsomovou ministryní životního prostředí (od července 2016 do června 2017). 
Leadsomová kandidovala znovu neúspěšně na post předsedkyně Konzervativní strany v roce 2019. Po jmenování Borise Johnsona premiérem se stala ministryní pro podnikání, energetiku a průmyslovou strategii. Při reorganizaci kabinetu v roce 2020 z funkce odešla a zůstává v Dolní sněmovně jako poslankyně.
Je vdaná a má tři děti. Vystudovala politologii a před vstupem do politiky pracovala v bankovním sektoru.

## Mládí a kariéra ve finančnictví
Narodila se jako Andrea Salmonová 13. května 1963 v Aylesbury v hrabství Buckinghamshire. Rodina se přestěhovala do Kentu, kde navštěvovala dívčí gymnázium v Tonbridge a poté vystudovala politologii na univerzitě ve Warwicku. Po absolvování univerzitního studia pracovala 25 let v bankovnictví a finančnictví, naposledy jako vedoucí oddělení správy a řízení společností a vedoucí investiční pracovnice společnosti Invesco Perpetual, jednoho z největších britských správců retailových fondů.
V letech 2003–2007 byla členkou místního zastupitelstva okresu South Oxfordshire.

## Politická kariéra

### Počátky parlamentní kariéry (2010–2013)
Leadsomová kandidovala poprvé do parlamentu v nově vytvořeném volebním obvodu South Northamptonshire v červnu 2006. Poslankyní byla zvolena v květnových parlamentních volbách 2010. Po vstupu do Dolní sněmovny byla zvolena za členku Výboru pro výběr financí. Během rozpravy o rozpočtu dne 22. června 2010 pronesla svůj první projev, v němž hovořila o nutnosti ozdravení finančního sektoru, přičemž vycházela z osobních zkušeností s finanční regulací, zejména při pádu Barings Bank.
Leadsomová vedla kampaň za reformu EU. V září 2011 spoluzaložila s konzervativními poslanci Chrisem Heatonem-Harrisem a Georgem Eusticeem projekt Fresh Start, jehož cílem bylo „zkoumat a získávat podporu pro realistické a dalekosáhlé návrhy na reformu EU“. 25. října 2011 byla Leadsomová jedním z 81 konzervativních poslanců, kteří se vzepřeli stranickému diktátu a hlasovali pro uspořádání referenda o členství Spojeného království v Evropské unii. V květnu 2012 se vyslovila pro zrušení minimální mzdy, mateřské dovolené a legislativy týkající se nespravedlivého propouštění a důchodů britských zaměstnanců.
Byla jednou z pěti poslanců, kteří se při hlasování o vládním návrhu zákona o manželství stejnopohlavních párů zdrželi hlasování. Již dříve uvedla, že znění zákona považuje za nepřijatelné a že hlasování proti odráží názory mnoha jejích voličů, kteří se domnívají, že návrh zákona je špatný, ale nakonec se rozhodla hlasování zdržet.

### Ekonomická tajemnice ministerstva financí (2014–2015)
Dne 9. dubna 2014 byla Leadsomová jmenována ekonomickou tajemnicí ministerstva financí poté, co z vlády odstoupila Maria Millerová. Zasloužila se o zavedení prvních islámských dluhopisů britské vlády, tzv. sukuk. Jednalo se o první islámský dluhopis kótovaný mimo islámský svět.

### Ministryně pro energetiku a změny klimatu (2015–2016)
Leadsomová byla v květnu 2015 znovu zvolena poslankyní za obvod South Northamptonshire a následně byla jmenována ministryní pro  energetiku a změny klimatu. Už v minulosti se stavěla proti větrným elektrárnám a evropským cílům v oblasti obnovitelných zdrojů energie a v roce 2015 oznámila ukončení dotací větrných elektráren se slovy, že „nyní máme dostatek rozpracovaných projektů větrných elektráren, aby stačily ke splnění našich cílů v oblasti obnovitelné energie“. Stalo se tak o rok dříve, než bylo původně plánováno, a v souladu s manifestem Konzervativní strany.

### Referendum o členství v Evropské unii (2016)
Leadsomová se významně podílela na kampani za vystoupení z EU v červnu 2016. Tvrdila, že guvernér britské centrální banky Mark Carney destabilizoval finanční trhy a ohrozil nezávislost banky tím, že varoval před případnými krátkodobými negativními dopady na ekonomiku způsobenými odchodem z EU.
V televizní debatě o referendu vystoupila v panelu „Vystoupit“ spolu s Borisem Johnsonem a zpochybnila tvrzení, že by Spojené království mělo usilovat o členství v jednotném trhu, a uvedla, že 80 % světové ekonomiky a většina dohod o volném obchodu v EU se nenachází na jednotném trhu. Řekla také, že ekonomika Spojeného království je příliš velká na to, aby potřebovala jednotný trh, ale brzdí ji pomalost obchodních procesů v EU.

### Kandidátka na předsedkyni Konzervativní strany (2016)
Bezprostředně po hlasování v referendu o vystoupení Velké Británie z EU David Cameron oznámil, že do října odstoupí z funkce předsedy Konzervativní strany a premiéra. Leadsomová byla favoritkou na post příštího premiéra a 30. června 2016 oznámila svou kandidaturu na post předsedkyně Konzervativní strany. Prohlásila, že po svém nástupu do funkce premiérky okamžitě spustí článek 50 a povede rychlá jednání s Evropskou unií.

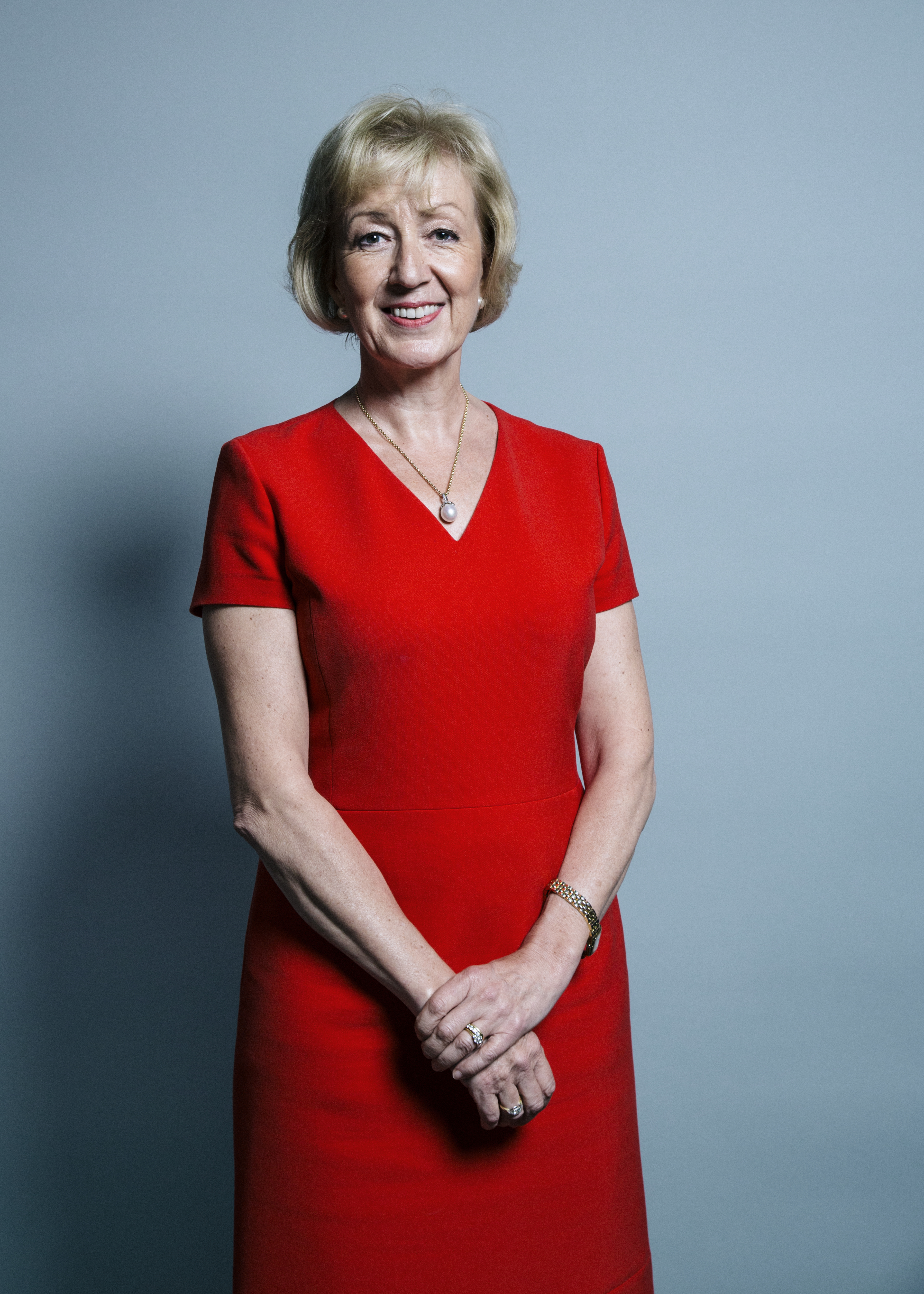
Andrea Leadsomová v roce 2017

V prvním i druhém kole hlasování se Leadsomová umístila na druhém místě za Theresou Mayovou a 11. července 2016 oznámila, že svou kandidaturu na post lídra stáhne a nástupcem Davida Camerona zůstane Theresa Mayová.

### Ministryně životního prostředí, potravinářství a venkova (2016–2017)
Dne 14. července 2016, po zvolení Theresy Mayové předsedkyní Konzervativní strany, byla Leadsomová jmenována do vlády jako ministryně životního prostředí, potravinářství a záležitostí venkova.

### Předsedkyně Dolní sněmovny (2017–2019)
Dne 11. června 2017 byla Leadsomová jmenována předsedkyní Dolní sněmovny a předsedkyní Soukromé rady. Na tento post rezignovala  v předvečer voleb do Evropského parlamentu 22. května 2019 v důsledku posledních návrhů Theresy Mayové týkajících se brexitu (nabídka hlasování o celní unii a druhém referendu).

### Kandidátka na předsedkyni Konzervativní strany (2019)
Leadsomová oficiálně oznámila svou kandidaturu do vedení strany 25. května 2019, ve stejný den, kdy svou kandidaturu oznámili také Matt Hancock a Dominic Raab, ale byla vyřazena již v prvním kole hlasování 13. června 2019 a celkově se umístila na osmém místě z deseti kandidátů.

### Ministryně pro podnikání, energetiku a průmyslovou strategii (2019–2020)
Dne 24. července 2019, po zvolení Borise Johnsona předsedou Konzervativní strany a vytvoření prvního Johnsonova kabinetu, se Leadsomová stala ministryní pro obchod, energetiku a průmyslovou strategii. Při reorganizaci kabinetu v roce 2020 z funkce odešla a zůstává v Dolní sněmovně jako poslankyně.

### Pozdější kariéra v poslanecké sněmovně (2020–do současnosti)
V červenci 2022 Leadsomová oznámila podporu Penny Mordauntové ve volbách do čela Konzervativní strany a působila jako manažerka její kampaně. Po vyřazení Mordauntové podpořila Liz Trussovou a po její rezignaci na post premiérky 20. října opět podpořila Mordauntovou na post lídra jako sjednocujícího kandidáta.

## Charitativní činnost
Vedle své podnikatelské kariéry se Leadsomová v roce 2001 stala předsedkyní správní rady dětské charitativní organizace Oxford Parent Infant Project (OXPIP), která pomáhá rodinám vytvořit bezpečné citové pouto mezi rodiči a nově narozenými dětmi.
V roce 2011 stála u zrodu charitativní organizace Northamptonshire Parent Infant Partnership (NorPIP), jež poskytuje terapeutickou podporu rodičům, kteří mají nejistou citovou vazbu se svými dětmi. V roce 2012 založila také celonárodní verzi této organizace PIP UK.

## Osobní život
V roce 1993 se provdala za obchodního manažera Bena Leadsoma, s nímž má dva syny a dceru. Po narození prvního dítěte trpěla několik měsíců poporodní depresí.
V červenci 2022 vydala v nakladatelství Biteback své paměti s názvem Snakes and Ladders: Navigating the ups and downs of politics (tj. Hadi a žebříky: jak proplouvat vzestupy a pády v politice).